# Sus-Khotin Corona
La Sus-Khotin Corona è una struttura geologica della superficie di Venere.